# Ocean Drive (Miami Beach)

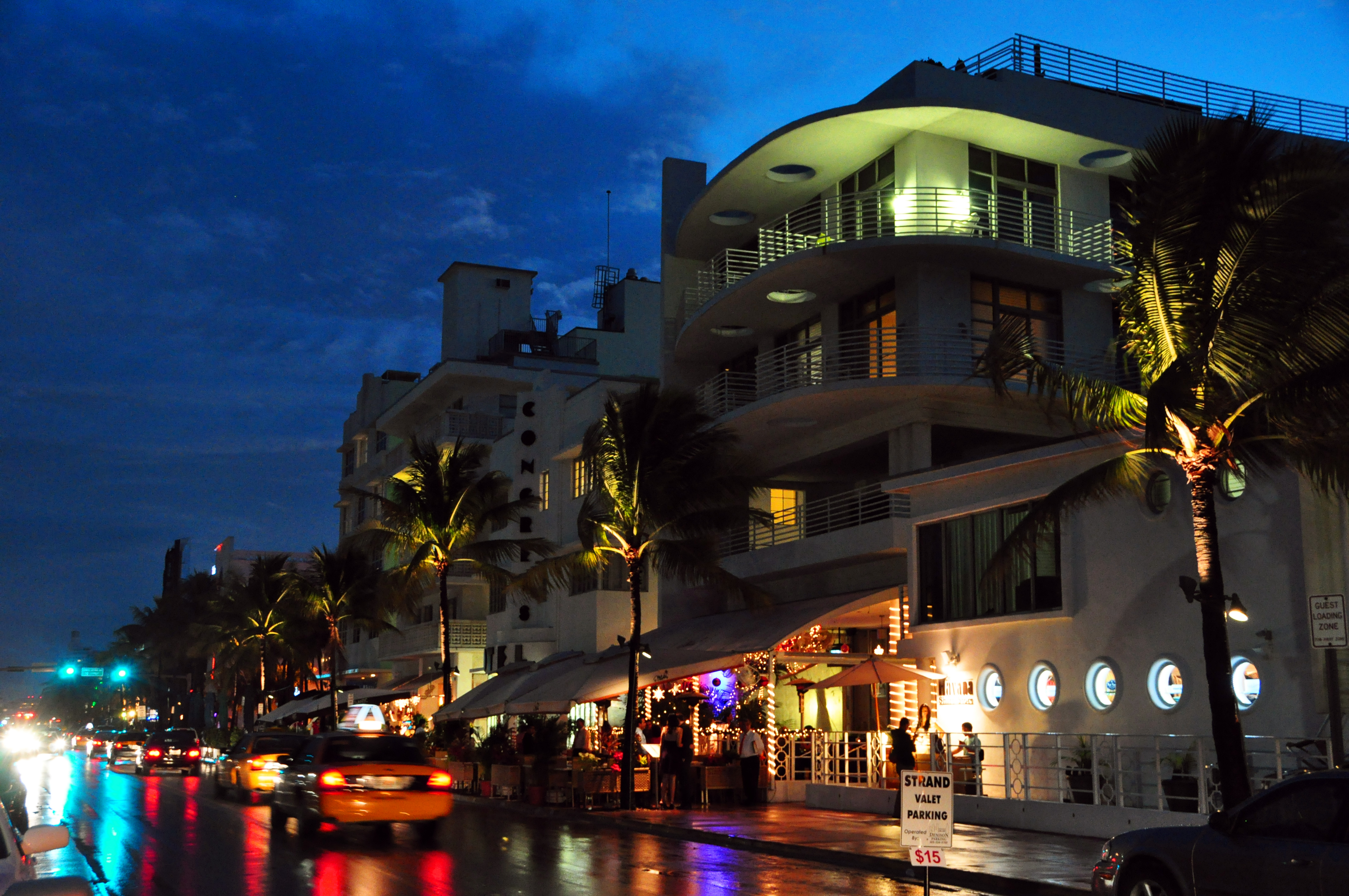
Vista nocturna de la calle.

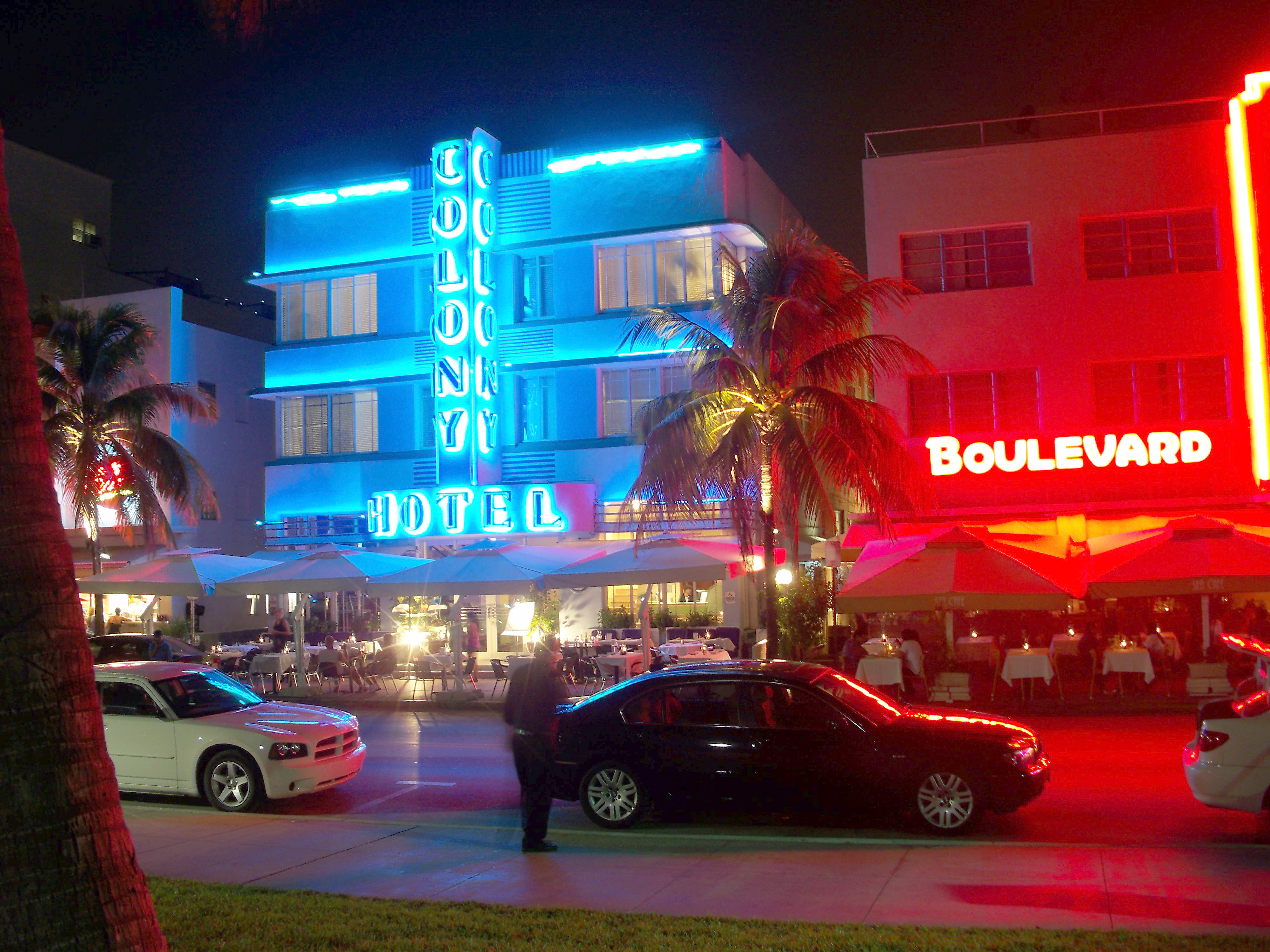
Otra vista nocturna, con los hoteles Colony y Boulevard.

Ocean Drive es una calle situada en el barrio de South Beach de Miami Beach, en la costa atlántica del estado de Florida, Estados Unidos.

## Recorrido
La calle empieza en South Pointe Drive, justo al sur de la calle 1, cerca del extremo meridional de la isla barrera principal de Miami Beach, unos doscientos metros al oeste del océano Atlántico. Ocean Drive discurre hacia el norte hasta la calle 15, justo al sureste de Lincoln Road.

## Atracciones
Ocean Drive es conocida principalmente por sus hoteles, restaurantes y bares de estilo art déco, algunos de los cuales han aparecido en numerosas películas y series. Uno de los más populares es el Colony Hotel, de 1939. Renovado como hotel boutique, ha aparecido en varias películas y programas de televisión, incluida la serie Dexter. Otro conocido hotel de estilo art déco es el Clevelander Hotel; además de los servicios estándar de hotel, tiene un sala de deportes cubierta, una pista de baile y una zona de piscina en la planta baja, y otra sala de estar en la azotea. El exterior del Carlyle Hotel fue usado para representar el club de drag The Birdcage en la comedia de 1996 The Birdcage.
Los Sunray Apartments aparecieron en la película Scarface de 1983. En el videojuego de 2002 Grand Theft Auto: Vice City, ambientada en una ciudad basada en Miami, hay una réplica de Ocean Drive con exactamente el mismo nombre.
También se encuentra en Ocean Drive la conocida Casa Casuarina, la antigua residencia del diseñador italiano Gianni Versace. Tras su muerte, la casa fue vendida y transformada en un hotel boutique.

## Cultura
Construida en las décadas de 1920 y 1930, la calle es el centro del distrito histórico arquitectónico de Miami Beach, que contiene unos novecientos edificios contribuidores conservados y está incluido en el Registro Nacional de Lugares Históricos. La calle está dominada por edificios de estilo streamline moderne, una evolución del estilo art déco.
La revista Ocean Drive debe su nombre a la calle. El dúo británico Lighthouse Family publicó en 1995 un sencillo titulado Ocean Drive, incluido en el álbum homónimo, que alcanzó el puesto undécimo en los UK Singles Chart.

## Restaurantes y cabaret
Uno de los restaurantes más famosos de la calle es Mango's Tropical Café, un restaurante de inspiración caribeña que también ofrece actuaciones en directo de cantantes y bailarines.
Conocido por sus espectáculos de cabaret y drag queen, el Palace Bar está dedicado a la comunidad LGBT.

Algunos edificios en Ocean Drive.
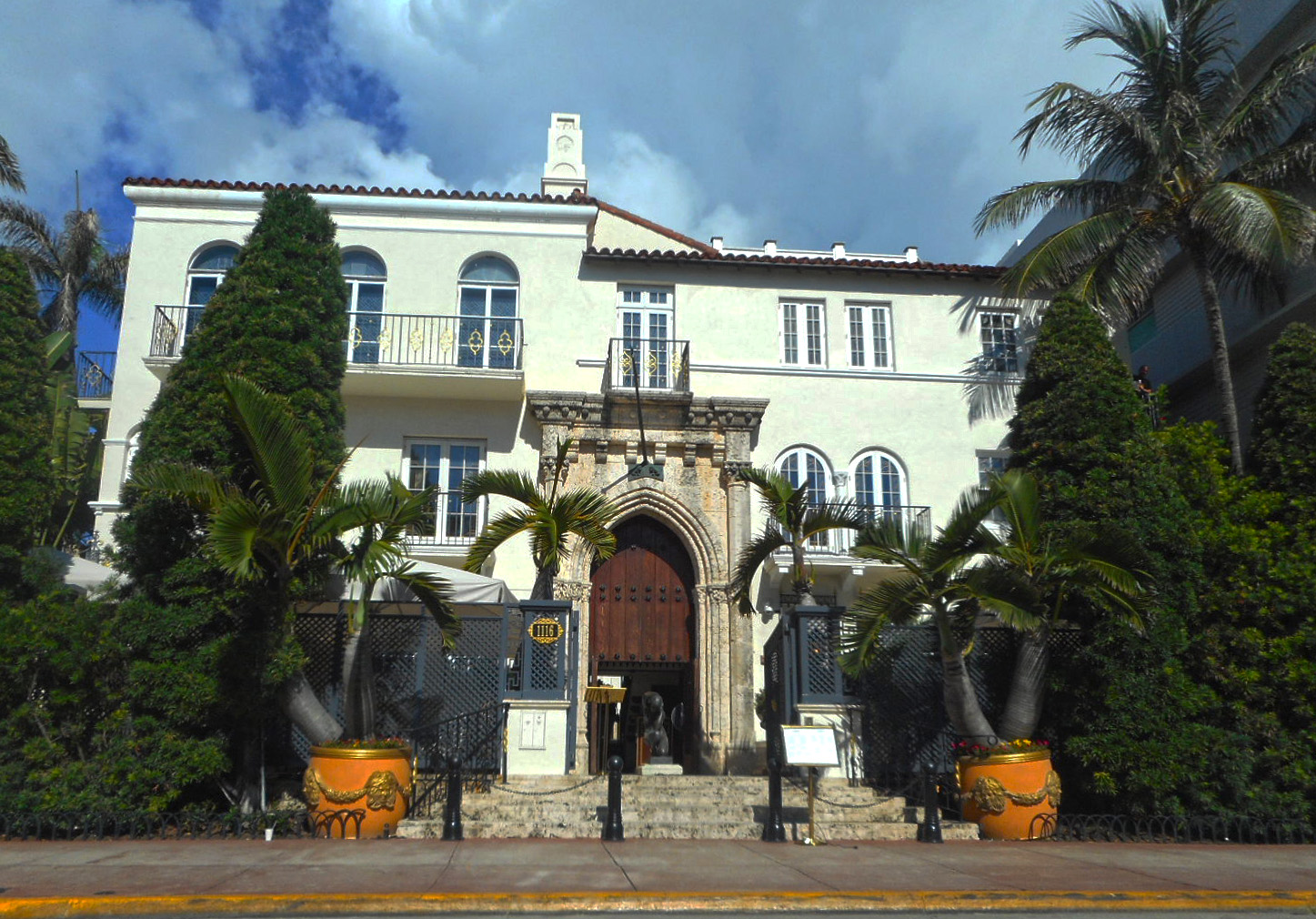
Casa Casuarina, la mansión de Versace.
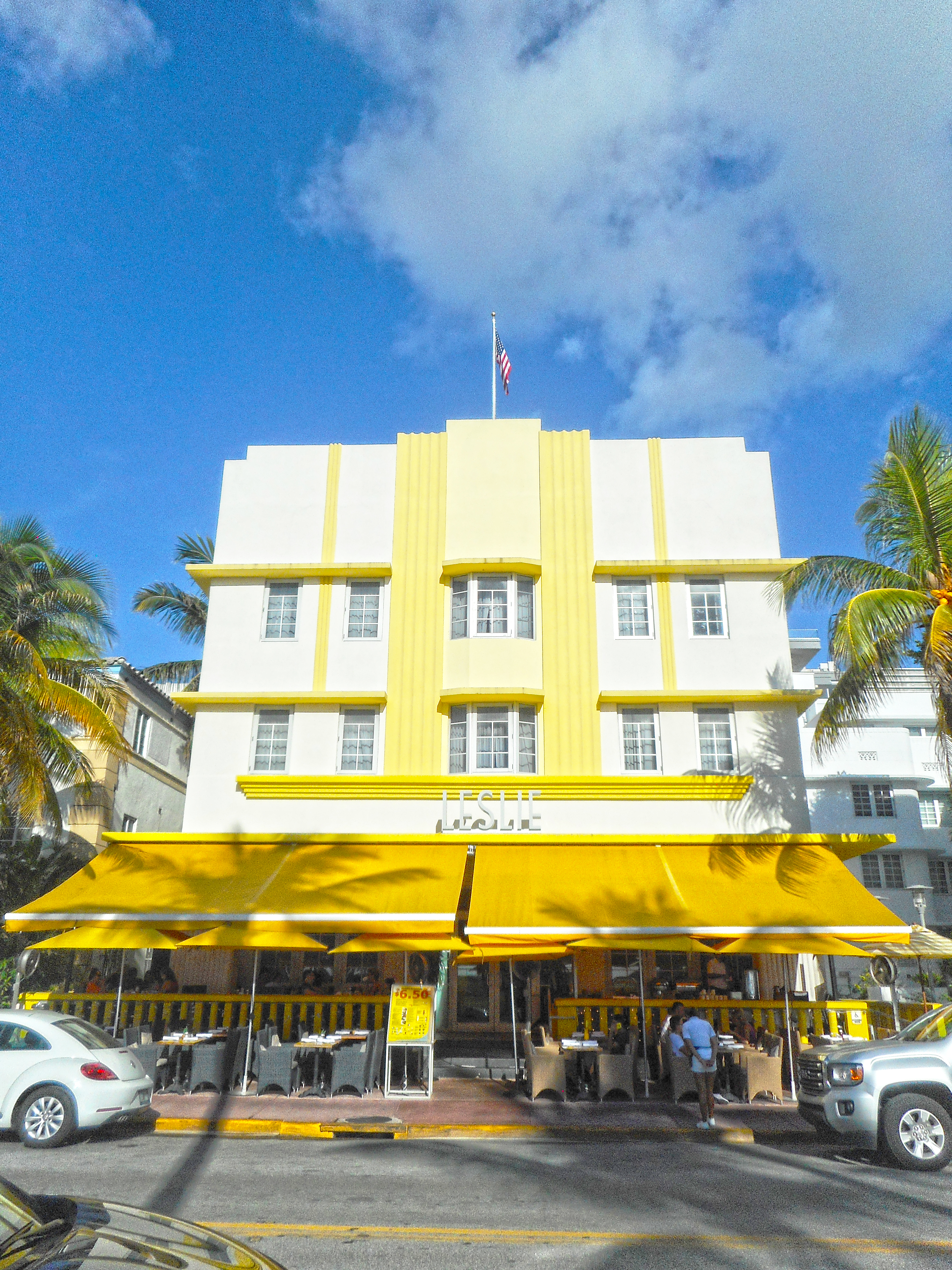
Leslie Hotel.
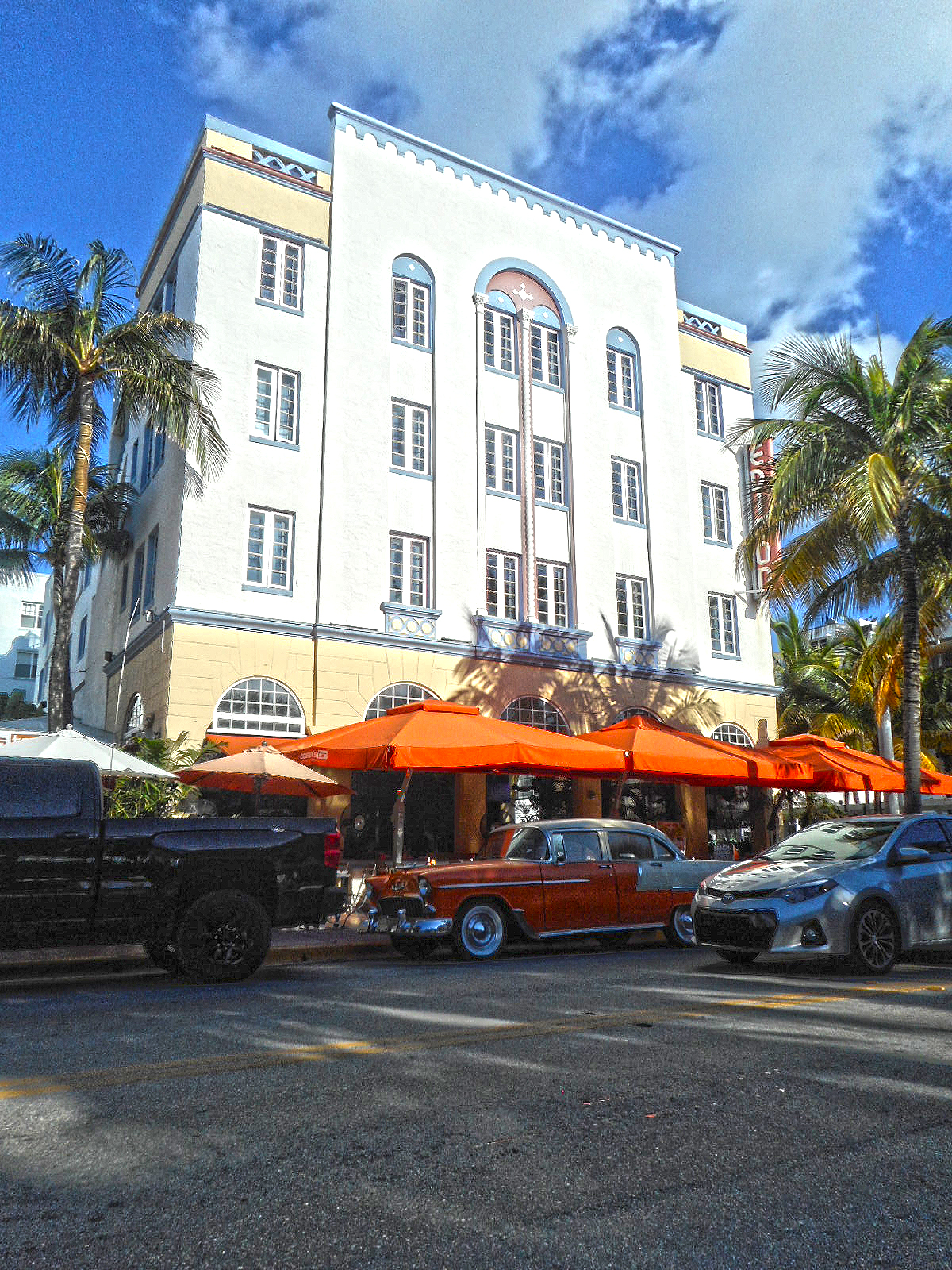
Edison Hotel.
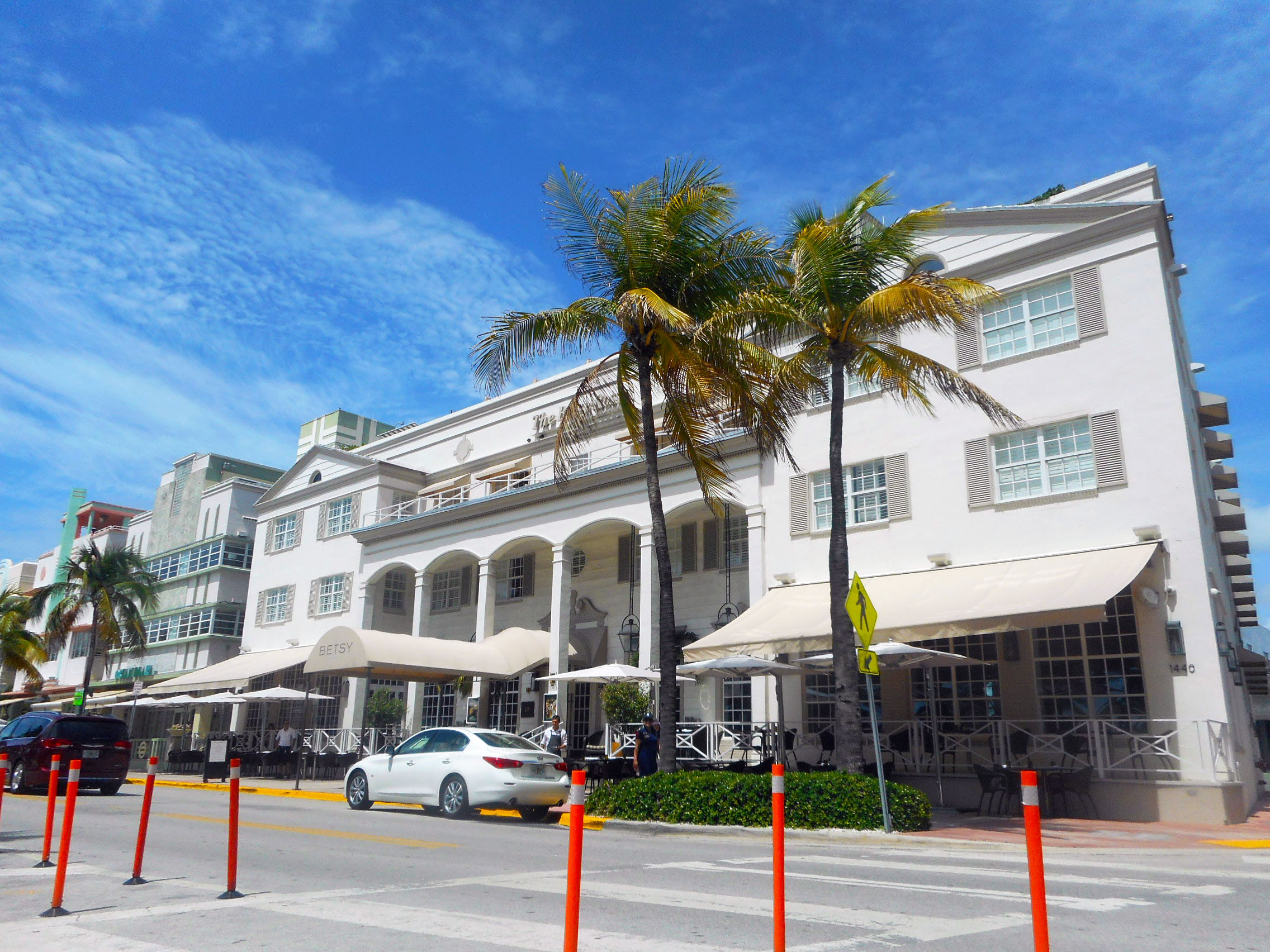
Betsy Hotel.
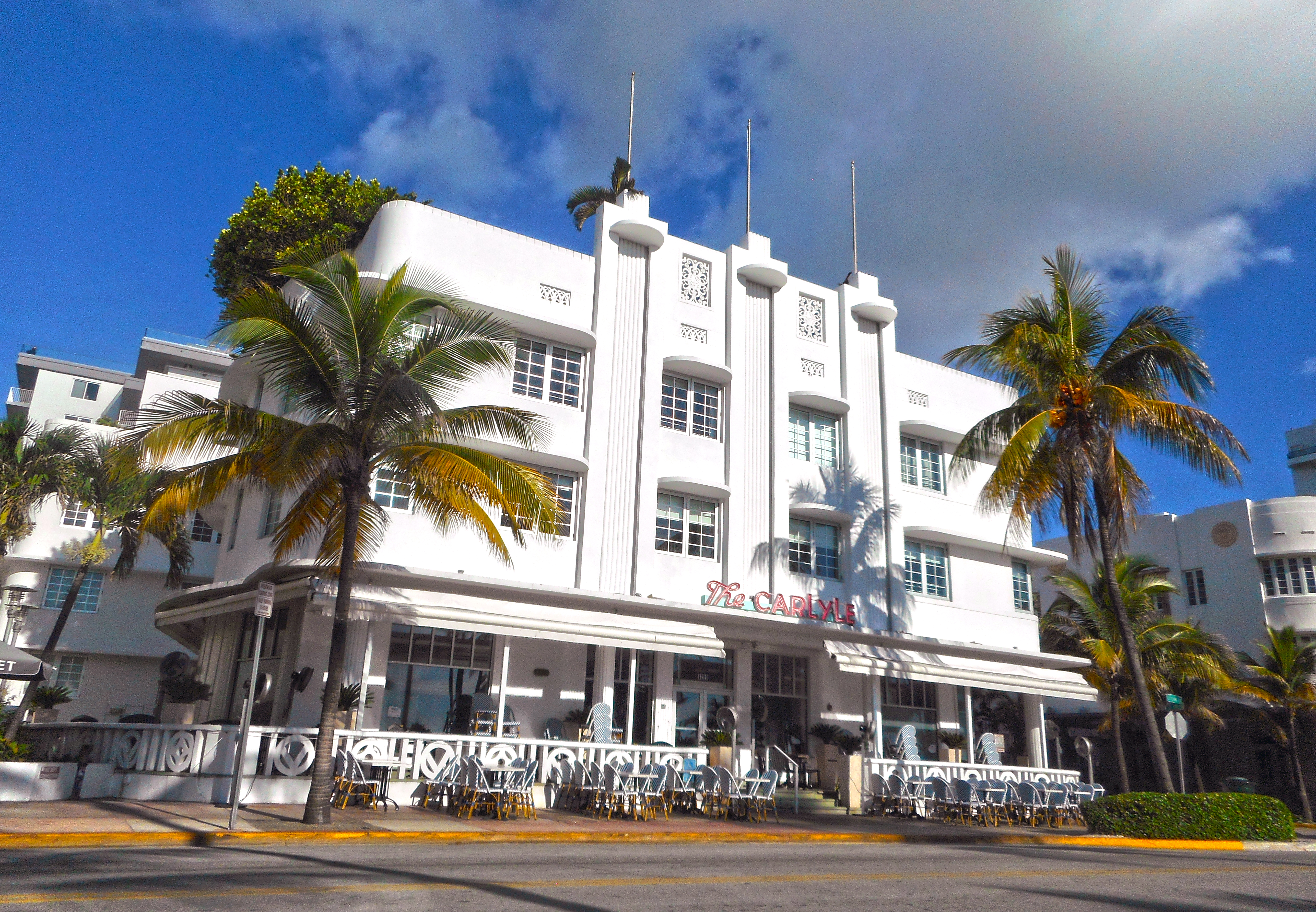
The Carlyle Hotel.
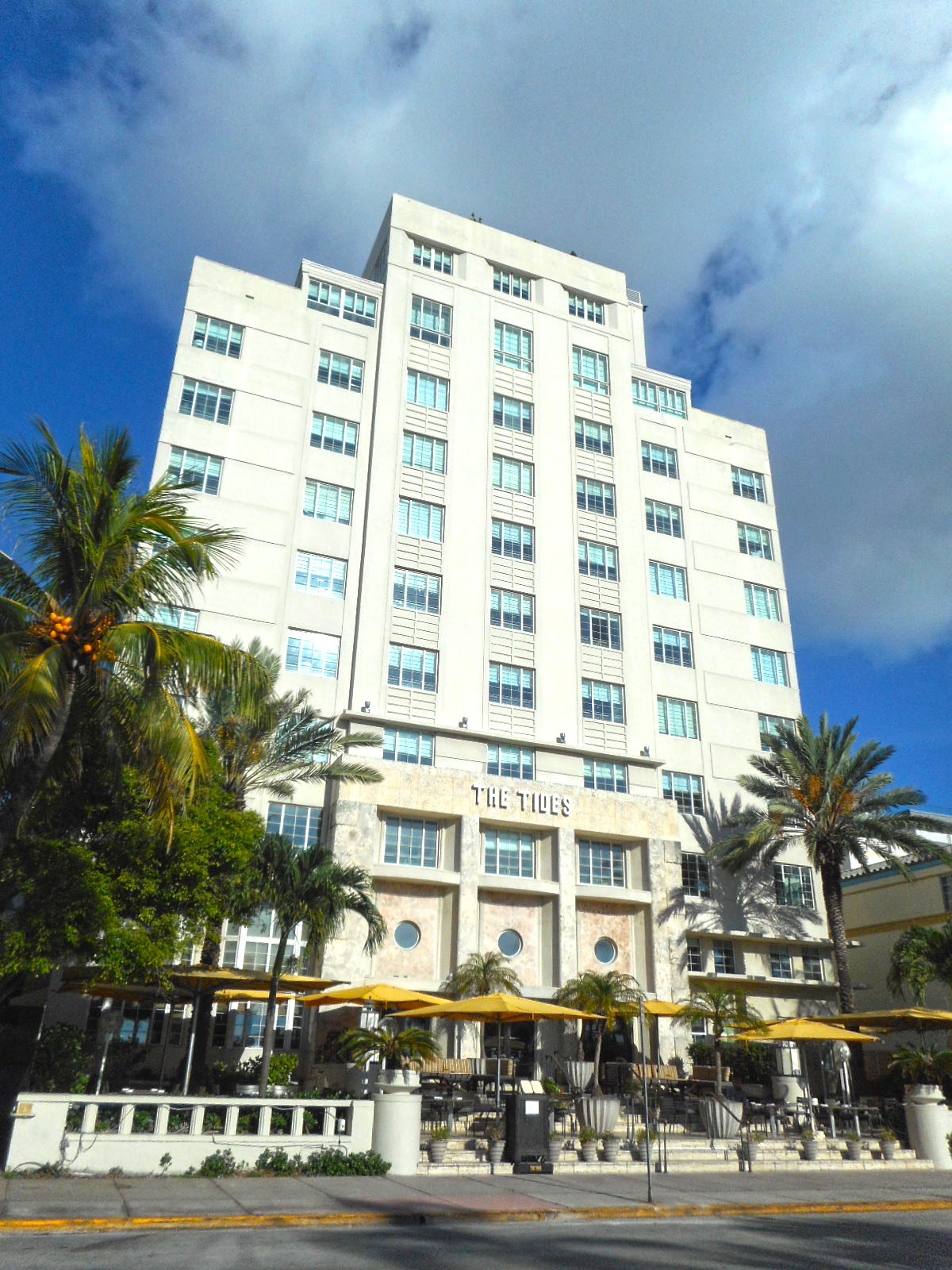
The Tides Hotel.